# Віттманн (Аризона)
Віттманн (англ. Wittmann) — переписна місцевість (CDP) в США, в окрузі Марікопа штату Аризона. Населення — 684 особи (2020).

## Географія
Віттманн розташований за координатами 33°46′30″ пн. ш. 112°31′31″ зх. д. / 33.77500° пн. ш. 112.52528° зх. д. (33.775074, -112.525235).  За даними Бюро перепису населення США в 2010 році переписна місцевість мала площу 2,46 км², уся площа — суходіл.

## Демографія
Згідно з переписом 2010 року, у переписній місцевості мешкали 763 особи в 237 домогосподарствах у складі 174 родин. Густота населення становила 310 осіб/км².  Було 301 помешкання (122/км²).
Расовий склад населення:
| - 81,9 % — білих - 1,7 % — корінних американців - 0,7 % — азіатів - 0,5 % — вихідців з тихоокеанських островів - 0,1 % — чорних або афроамериканців - 13,0 % — осіб інших рас |

До двох чи більше рас належало 2,1 %. Частка іспаномовних становила 39,2 % від усіх жителів.
За віковим діапазоном населення розподілялося таким чином: 31,5 % — особи молодші 18 років, 60,0 % — особи у віці 18—64 років, 8,5 % — особи у віці 65 років та старші. Медіана віку мешканця становила 31,9 року. На 100 осіб жіночої статі у переписній місцевості припадало 90,3 чоловіків;  на 100 жінок у віці від 18 років та старших — 89,5 чоловіків також старших 18 років.
Цивільне працевлаштоване населення становило 166 осіб. Основні галузі зайнятості: роздрібна торгівля — 58,4 %, транспорт — 25,9 %, освіта, охорона здоров'я та соціальна допомога — 15,7 %.